# حاملات الجذور
حاملات الجذور أو العرقيات (الاسم العلمي: Rhizophoraceae) هي فصيلة من النبات تتبع رتبة الملبيغيات من طائفة ثنائيات الفلقة.

## أجناس
- الريزوفورة